# Torsiac
Torsiac é uma comuna francesa na região administrativa de Auvérnia-Ródano-Alpes, no departamento de Alto Loire. Estende-se por uma área de 8,7 km². Em 2010 a comuna tinha 67 habitantes (densidade: 7,7 hab./km²).